# Institut libéral
L'Institut libéral est un think tank suisse d'inspiration libérale classique, fondé à Zurich le 18 mars 1979 par Robert Nef, un juriste saint-gallois,. 
L'économiste Pierre Bessard dirige l'institut du 1er janvier 2008[source insuffisante] au 30 juin 2020. Olivier Kessler lui succède.
Chaque année l'institut décerne le Prix Röpke, créé en l'honneur de l'économiste du même nom.